# Oskar Dinkler

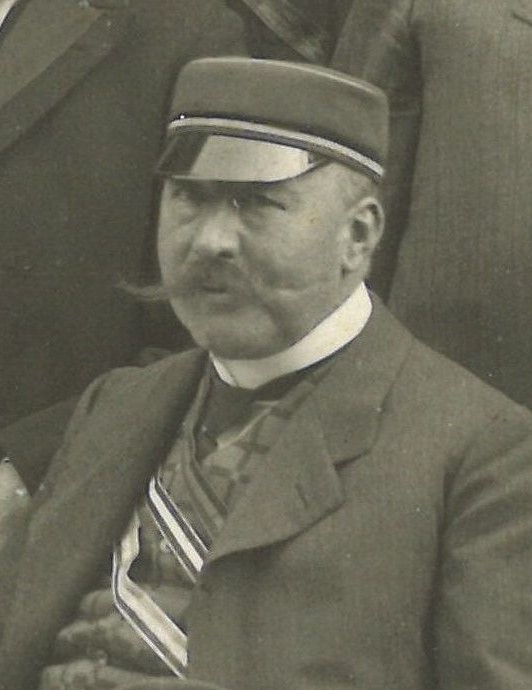
Oskar Dinkler

Oskar Dinkler (* 21. September 1861 in Königsee, Schwarzburg-Rudolstadt; † 23. Mai 1922 in Passau) war ein deutscher Apotheker, Chemiker und Hochschullehrer.

## Leben
Oskar Dinkler studierte an der Friedrich-Alexander-Universität Erlangen, der Königlichen Universität zu Greifswald und der Rheinischen Friedrich-Wilhelms-Universität Bonn Pharmazie und Chemie. 1886 wurde er Mitglied des Corps Baruthia (x) und des Corps Borussia Greifswald. 1887 schloss er sich noch dem Corps Rhenania Bonn an. Er legte die Examen als Apotheker und Chemiker ab und wurde zum Dr. phil. promoviert.
1888 übernahm er die Verwaltung der deutschen Apotheke in Kairo. Später machte er sich in Heluan selbständig. Am Aufblühen des Kurorts war er wesentlich beteiligt. Seine Tatkraft und Umsicht, sein Organisationstalent, seine Sprachkenntnisse und sein reiches Wissen blieben der ägyptischen Regierung nicht verborgen. Er erhielt zunächst eine leitende Stellung im arabischen Hospital und einen Lehrauftrag an der medizinisch-pharmazeutischen Abteilung der englisch-französischen Hochschule in Kairo. Zum Vorstand der Apothekeninspektion ernannt, hatte er das darniederliegende Apothekenwesen in geordnete Bahnen zu lenken. Schließlich berief ihn die ägyptische Regierung als Abteilungschef in das Ministerium des Innern. In Deutschland war er zum Professor  ernannt worden. Er war die Seele des Deutschen Vereins in Kairo, viele Jahre auch sein Vorstand. Gegen englische und französische Intrigen förderte er das Deutschtum in Kirche und Schule, in Kunst, Handel und Verkehr. Dem Kairoer Alte-Herren-Senioren-Convent war er eine wesentliche Stütze. Die Ferien verbrachte er häufig in Deutschland, bei der Mutter in Königsee und bei den Corpsbrüdern in Erlangen und München. 1914 war er kurz vor Ausbruch des Ersten Weltkriegs in Deutschland. So entging er der englischen oder französischen Internierung.
Ab 1919 lebte er in Solln, ab 1921 in München. Er war verheiratet mit Adele geb. Schulz aus Lübeck, mit der er die zwei Töchter Sophie (verh. mit dem Pastor Friedrich Janz, Frankfurt) und Annemarie (verh. mit dem Arzt Ludwig Luchs, Erlangen) und den Sohn Hans hatte. Beide Schwiegersöhne waren Bayreuther. In Ägypten hielt er Kontakt zu seinem ehemaligen Lehrer, dem Afrikaforscher Otto Schmiedeknecht. Mit 60 Jahren nach einer Operation gestorben, wurde er auf dem Ostfriedhof (München) beigesetzt.

## Werke
- Pharmacopoea Arabica.